# Phytoliriomyza conjunctimontis
Phytoliriomyza conjunctimontis este o specie de muște din genul Phytoliriomyza, familia Agromyzidae, descrisă de Frick în anul 1952. Conform Catalogue of Life specia Phytoliriomyza conjunctimontis nu are subspecii cunoscute.